# PowerAnimator
PowerAnimator, aussi appelé plus simplement Alias, était une suite avancée pour l'animation 3D et les effets visuels. Conçue par Alias Research, c'est le précurseur du logiciel Maya. Il avait un palmarès relativement long, commençant par Technological Threat (en) en 1988 et se terminant par Pokémon 2 : Le pouvoir est en toi en 1999. PowerAnimator fonctionnait nativement sur les systèmes SGI IRIX et IBM AIX basés sur MIPS.

## Histoire
PowerAnimator a été lancé en 1988.
En 1997, John Gibson, Rob Krieger, Milan Novacek, Glen Ozymok et Dave Springer ont reçu le prix scientifique et d'ingénierie pour leurs contributions à la composante de modélisation géométrique du système PowerAnimator. La citation était :
« Le système Alias PowerAnimator est largement considéré dans le domaine de l'animation par ordinateur comme l'un des meilleurs progiciels disponibles dans le commerce pour la modélisation géométrique numérique. Utilisé par de nombreuses maisons d'effets visuels cinématographiques, il a été une référence pour la comparaison des outils de modélisation et a eu un influence majeure sur les effets visuels et l'animation. »

## Télévision et film
PowerAnimator a été utilisé pour créer la créature aquatique dans le film Abyss de 1989, ainsi que le personnage T-1000 dans Terminator 2 : Le Jugement dernier, pour un coût de 460 000 $ par minute. Il a également été largement utilisé pour les nombreux effets visuels du film Independence Day de 1996. PowerAnimator a également servi de solution utilisée pour produire numériquement les épisodes de South Park avant que la production ne soit transférée vers Alias Maya.

## Développement de jeu
PowerAnimator a également été utilisé dans le développement de jeux, en particulier dans le cadre du kit de développement basé sur SGI de Nintendo 64. Il a également été utilisé pour la modélisation, la texturation, l'animation et les effets en temps réel pour d'autres titres et plates-formes.
Titres notables :
- Crash Bandicoot[2]
- Crash Bandicoot 2: Cortex Strikes Back
- Crash Bandicoot 3: Warped
- Casper[3]
- Wing Commander III : Cœur de tigre
- Wing Commander IV : Le Prix de la liberté[4]
- Quake
- Oddworld : L'Odyssée d'Abe